# Rugopimpla botswana
Rugopimpla botswana  (лат.) — ископаемый вид перепончатокрылых наездников рода Rugopimpla из семейства Ichneumonidae. Один из древнейших представителей паразитических перепончатокрылых. Обнаружен в верхнемеловых отложениях Африки (Ботсвана, Orapa, Turonian lacustrine, возраст 89,3—94,3 млн лет).

## Описание
Мелкого размера перепончатокрылые наездники. Длина тела 6,2 мм, длина переднего крыла 3,9 мм (ширина 1,65 мм). Усики 5,2 мм, голова и мезосома 2,7 мм, метасома 3,5 мм.
Вид Rugopimpla botswana был впервые описан по отпечаткам в 2010 году российским энтомологом Д. С. Копыловым (Палеонтологический институт РАН, Москва, Россия) с соавторами. Включён в состав рода Rugopimpla из вымершего подсемейства Labenopimplinae (Ichneumonidae). Видовое название дано по месту обнаружения типовой серии (Ботсвана).